# Johann Gottfried Bernhard Bach
Johann Gottfried Bernhard Bach (n. 11. mai 1715, Weimar - d. 27. mai 1739, Jena) a fost un organist german, fiul lui Johann Sebastian Bach cu prima sa soție Maria Barbara Bach. 
A fost elev la renumita Thomasschule din Leipzig (latină: Schola Thomana). Cu ajutorul tatălui a obținut în 16 iunie 1735 postul de organist la Marienkirche din Mühlhausen. 